# Schuppenbein

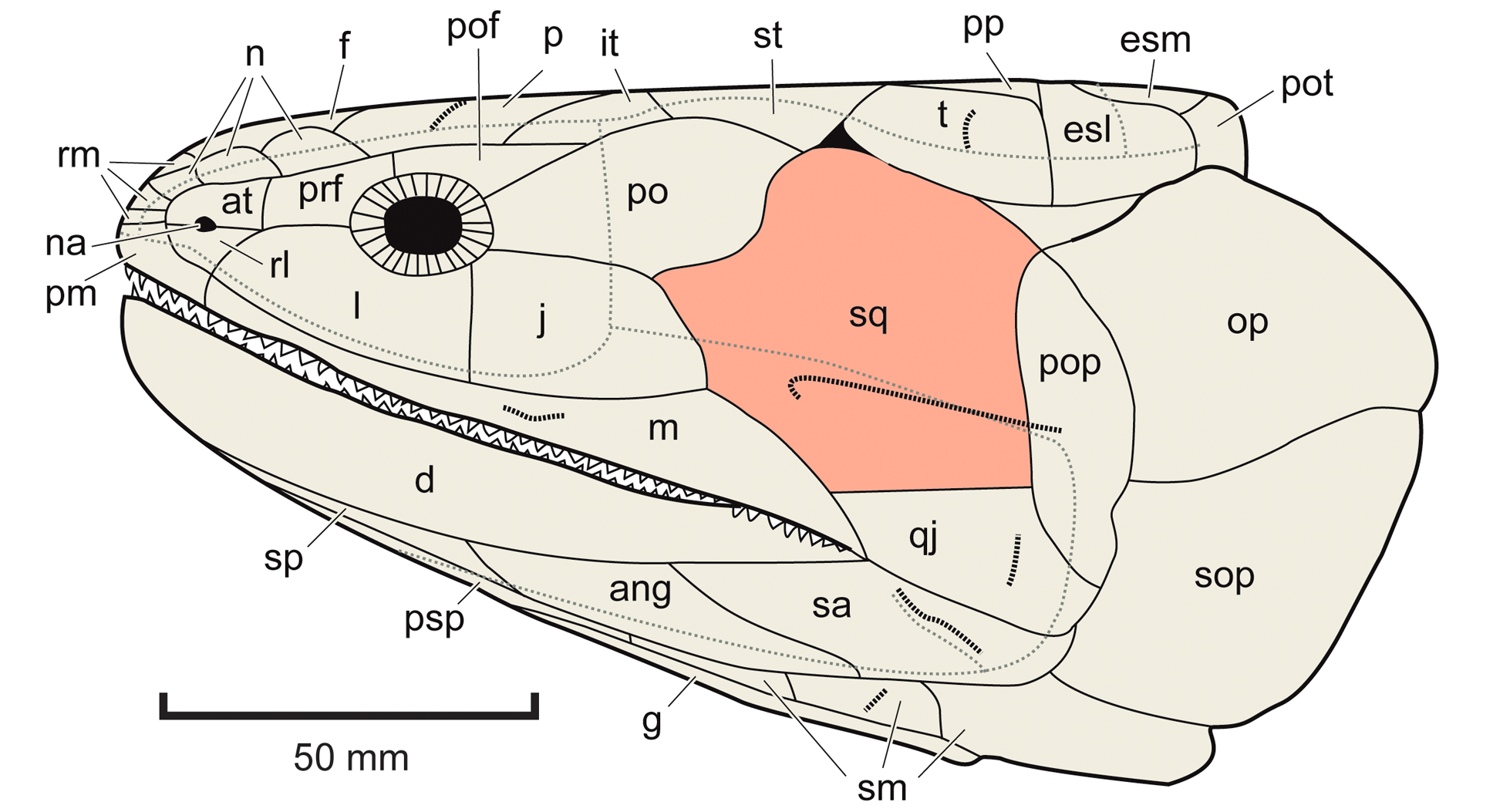
Schädelzeichnung von Eusthenopteron, eines Stammlinienvertreters der Landwirbeltiere, mit Kennzeichnung des Schuppenbeins (rot).

Das Schuppenbein (Squamosum, Os squamosum von lat. squama „Schuppe“) ist ein großer paariger Deckknochen des Schädeldaches der Osteognathostomata (Knochenfische einschließlich der Landwirbeltiere), der stets in enger räumlicher Beziehung zur Ohrkapsel steht. In zoologischen und paläontologischen Schädelzeichnungen wird es meist mit dem Kürzel Sq oder sq gekennzeichnet.

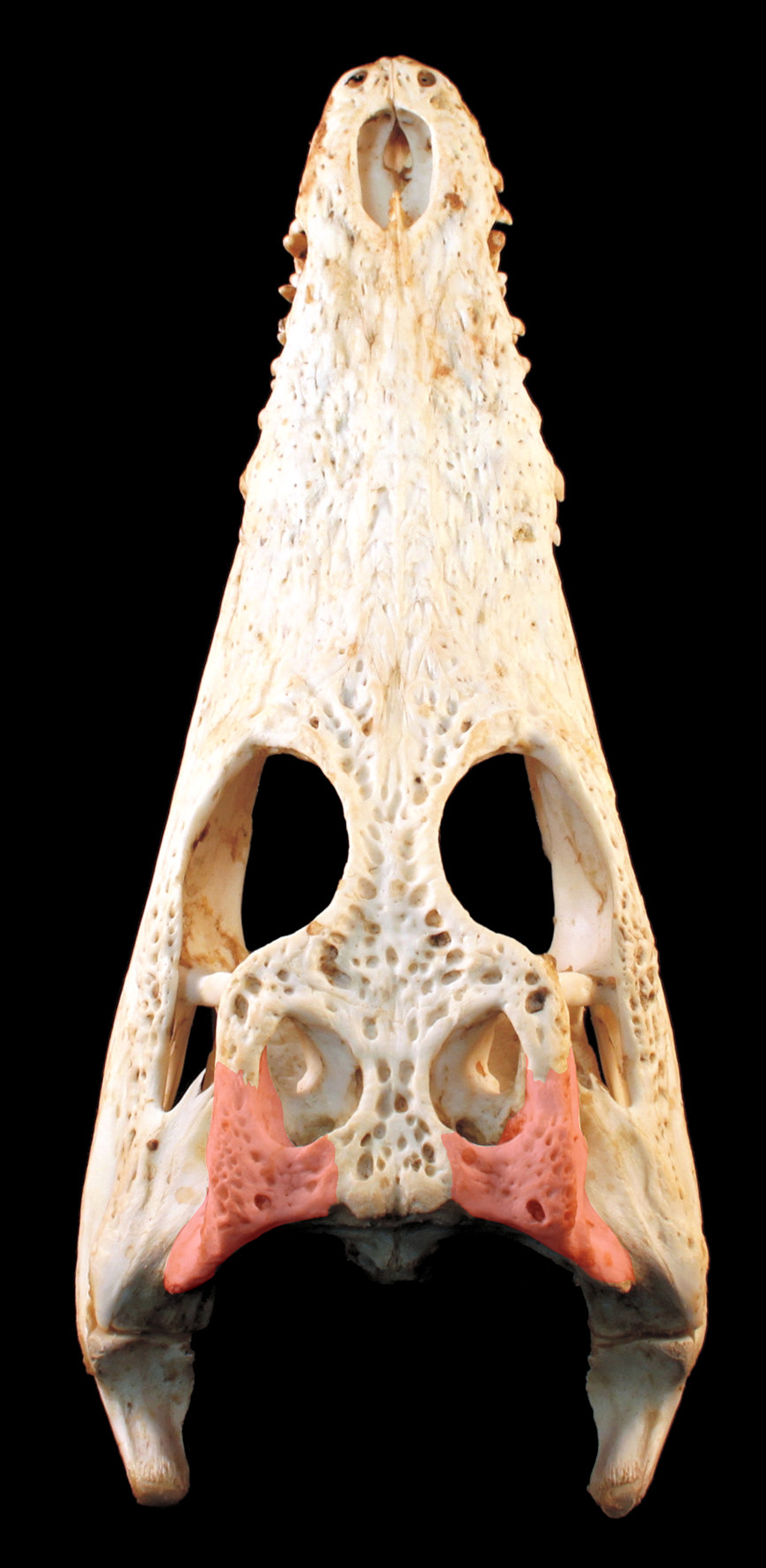
Schädel eines jungen Nilkrokodils (Crocodylus niloticus), eines Vertreters der diapsiden Reptilien, von oben gesehen. Die Schuppenbeine (rot eingefärbt), bilden, gut erkennbar, den hinteren seitlichen Teil des für Krokodile typisch tischartig ausgebildeten, hinteren dorsalen Schädeldaches mit den oberen Temporalfenstern.

Das Schuppenbein ist entwicklungsgeschichtlich erstmals sicher in der Stammgruppe der Landwirbeltiere (Tetrapoda) nachgewiesen. Bei diesen nur fossil bekannten, fischartigen Stamm-Tetrapoden (oder auch basalen Tetrapodomorphen), bildet es einen Teil der Seitenverkleidung des Schädels zwischen Augenhöhle (Orbita) und Präoperculare. Bei den Strahlenflossern fehlt es bzw. sind die in der Literatur mitunter als „Squamosum“ oder „Squamosoid“ bezeichneten Deckknochen bei Vertretern dieser Gruppe nicht homolog dem Schuppenbein der Tetrapodomorpha. Bei den heutigen Lungenfischen ist es ebenfalls nicht vorhanden.
Bei Landwirbeltieren (Tetrapoda) bildet es infolge der vollständigen Reduktion der Opercularserie (Knochen des Kiemendeckels) und einer generellen Verkürzung des postorbitalen Schädels nunmehr einen Teil der hinteren Schädelseitenwand. Bei basaleren, ausgestorbenen Tetrapoden  („Labyrinthodontier“) ist das Schuppenbein oft an der vorderen und z. T. auch am unteren Rand des sogenannten otischen Schlitzes, einer Einbuchtung im hinteren Rand der Schädelseitenwand, beteiligt.
Im Grundbauplan des Amniotenschädels steht es mit dem Scheitelbein (Parietale) in Kontakt. Im Grundbauplan des Schädels diapsider Reptilien ist das Schuppenbein zusammen mit dem Postorbitale am oberen Temporalbogen, dem Knochensteg zwischen unterem und oberem Schläfenfenster, beteiligt.
Bei den basalen Synapsiden ist es zusammen mit dem Jugale am unteren Temporalbogen (entspricht dem Jochbogen der Säuger) beteiligt. Bei den Säugetieren verschmilzt das Schuppenbein im Laufe der Ontogenese relativ früh mit den otischen Knochen (Prooticum und Opisthoticum, die zusammen das Felsenbein bilden, sowie Tympanicum). Der entsprechende Verbundknochen wird beim Menschen Schläfenbein (Temporale) genannt und dessen größter Abschnitt, der im Wesentlichen homolog dem Schuppenbein ist, wird als Pars squamosa (Schuppenteil) bezeichnet (genaugenommen leitet sich die Bezeichnung Squamosum sogar von der Bezeichnung Pars squamosa ab). An der unteren Seite des Jochbogenanteils des Schuppenbeins bzw. des Schuppenteils des Schläfenbeins befindet sich die konkave Gelenkfläche des (sekundären) Kiefergelenks der Säuger.